# Le Pays des cerisiers
Le Pays des cerisiers (夕凪の街 桜の国, Yūnagi no machi, Sakura no kuni) est un manga de Fumiyo Kōno. Il s'agit de deux histoires connectées prépubliées dans le magazine Weekly Manga Action en 2003 et 2004, et compilé en un unique volume en octobre 2004. La version française est publiée par Kana.
Il a gagné le Grand Prix du Japan Media Arts Festival 2004 et le prix de la nouveauté du prix culturel Osamu Tezuka 2005. Une adaptation en film live est sorti le 28 juillet 2007 au Japon.

## Adaptations
Une adaptation en CD-drama éditée par la NHK le 5 août 2006 a gagné le premier prix de l'Agence pour les Affaires culturelles en 2006. Un roman de Kei Kunii est publié le 3 juillet 2007 par Futabasha à l'occasion de l'adaptation cinématographique.
Une adaptation cinématographique dirigée par Kiyoshi Sasabe a vu le jour en 2007. Elle a reçu de nombreux prix comme le Blue Ribbon Awards.

### Documentation
- Paul Gravett (dir.), « Les années 2000 : Le Pays des cerisiers », dans Les 1001 BD qu'il faut avoir lues dans sa vie, Flammarion, 2012 (ISBN 2081277735), p. 794.